# Jan Verleun

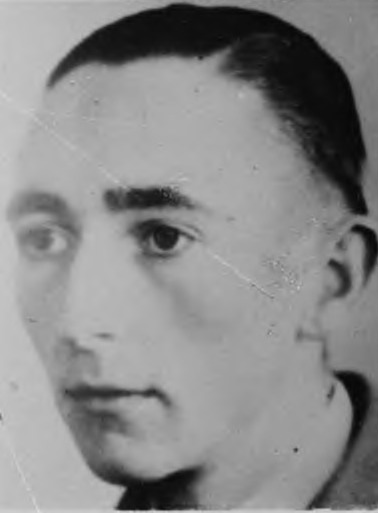
Jan Verleun

Johannes Adrianus Jozef „Jan“ Verleun (* 13. August 1919 in Amsterdam; † 7. Januar 1944 auf der Waalsdorpervlakte, Den Haag) war ein niederländischer Widerstandskämpfer während der deutschen Besatzung im Zweiten Weltkrieg.

## Biographie

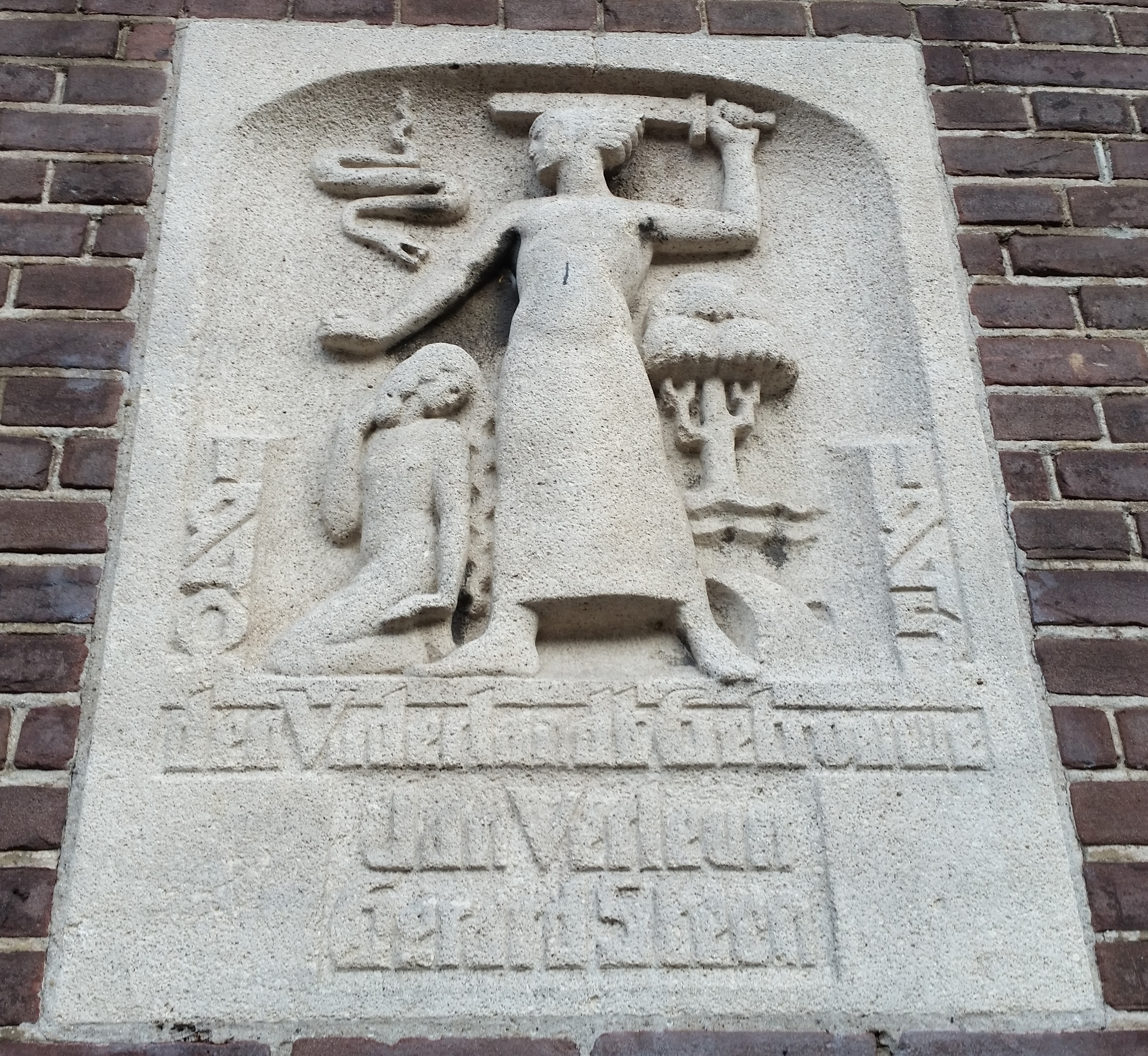
Gedenkstein für Jan Verleun und Gerard Steen, einen weiteren Widerstandskämpfer, an der Amsterdamer Kirche De Boom. Beide waren Mitglieder dieser Gemeinde

Jan Verleun wurde als drittes von zehn Kindern einer frommen katholischen Familie geboren, die gegenüber der Kirche De Boom am Admiraal de Ruijterweg in Amsterdam lebte; er war klein und zierlich. Nach der siebten Klasse auf einer Pfarrschule der Jesuiten wechselte er auf das Priesterseminar in Sint-Oedenrode; nach drei Jahren teilte ihm der Rektor mit, dass er nicht als Priester geeignet sei.
Verleun meldete sich daraufhin zum Militärdienst, der mit der Besetzung der Niederlande durch die deutsche Wehrmacht am 10. Mai 1940 endete. An diesem Tag war er mit sieben anderen Soldaten in einer Kasematte an der Brücke von Westervoort bei Arnhem stationiert. Bei einem ersten Aufeinandertreffen mit deutschen Soldaten wurde er von einer Kugel am Arm verletzt und glaubte, sterben zu müssen. Daraufhin soll er Gott geschworen haben, seine Heimat von den Deutschen zu befreien, falls er wieder gesund werde.

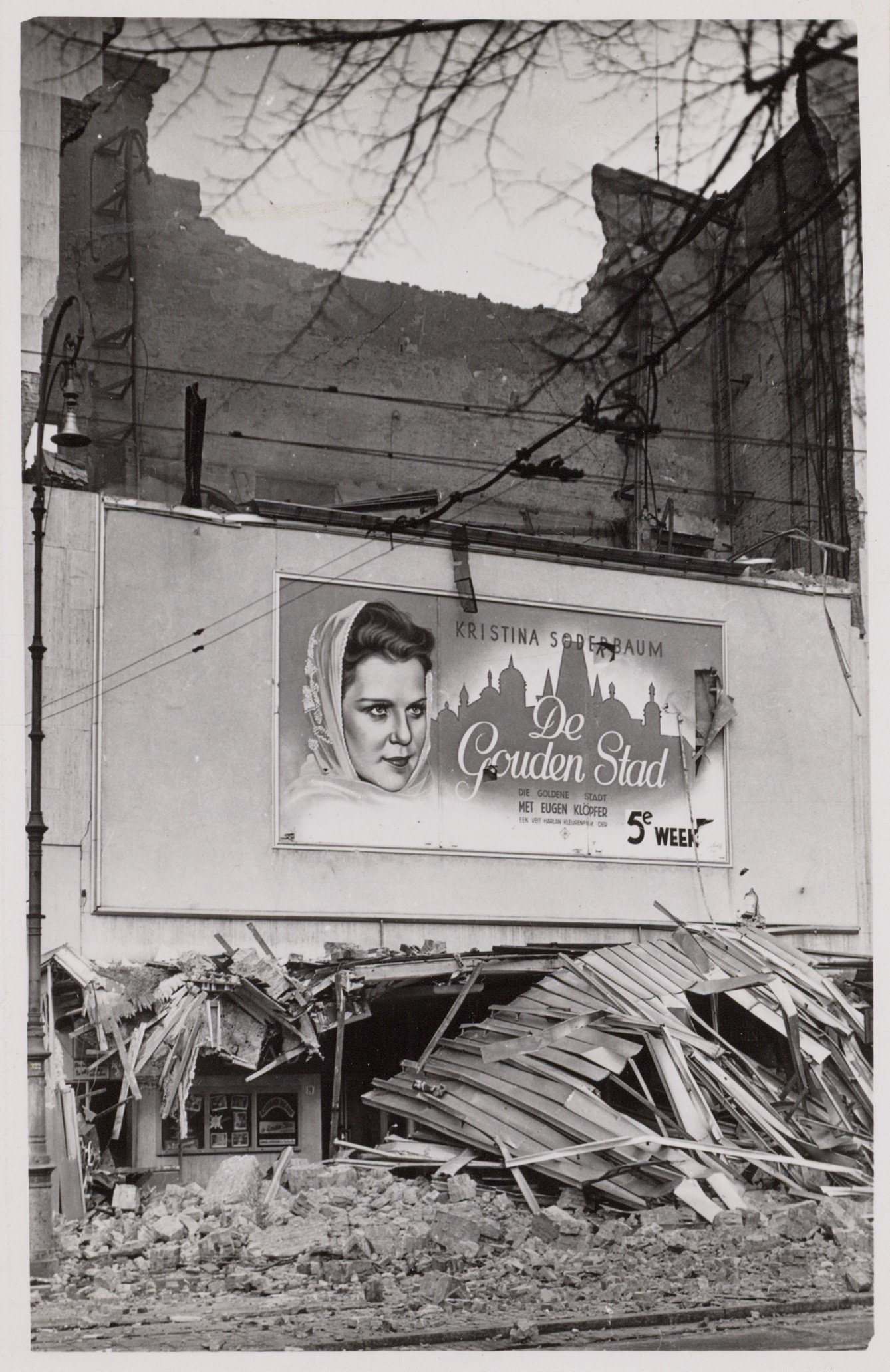
Das Rembrandt-Theater nach dem Brand am 26. Januar 1943 – geworben wird für den deutschen Film Die goldene Stadt von Veit Harlan, mit Kristina Söderbaum in der Hauptrolle

Zurück in Amsterdam kam Verleun durch Pam Pooters in Kontakt mit der kommunistischen Widerstandsgruppe CS-6, so genannt nach deren Hauptquartier in der Corellistraat 6. Als Mitglied dieser Gruppe fertigte er Kugeln und Drähte mit Dynamit und Zeitzündern, er fälschte Stempel für Ausweise, organisierte Anschläge auf Zuteilungsstellen sowie Eisenbahnlinien und versteckte untergetauchte Menschen. Er war beteiligt an Brandstiftungen im Rembrandt-Theater am Rembrandtplein, wo NS-Propagandafilme gedreht wurden und deutsche Soldaten ein und aus gingen, in der Hollandsche Schouwburg und in der Arbeidsbeurs (Arbeitsamt) in der Passeerdersgracht. Er agierte dabei unter den falschen Namen George Devage und Max Brinkhorst. Als George arbeitete er in der Ausgabe der Centrale Keukens van de Voedselvoorziening (Zentralküchen der Lebensmittelversorgung), deren Chef Pooters war. Fahrer und Lastwagen der Zentralküchen wurden bei Sabotageakten eingesetzt.
Am 5. Februar 1943 verübten Verleun und Gerrit Kastein ein Attentat auf Generalleutnant Hendrik Alexander Seyffardt, Kommandeur der freiwilligen Legion der niederländischen SS und „Kriegsminister“ im Schattenkabinett von NSB-Führer Anton Mussert. Seyffardt starb einen Tag später. Kastein wurde kurz darauf inhaftiert; während eines Verhörs verübte er Selbstmord, indem er sich – angebunden an einen Stuhl – aus dem Fenster stürzte. Verleun wurde Kasteins Nachfolger als Leiter von CS-6. Am 3. Juni 1943 erschoss er Folkert Posthuma, ein weiteres Mitglied des Schattenkabinetts von Mussert, in dessen Haus in Vorden. Verleun wurde wegen seiner Taten, besonders der Morde, von Gewissensqualen geplagt. Bisweilen suchte er seine Familie auf, um darüber mit seiner zwei Jahre jüngeren Schwester Do zu sprechen; diese schrieb darüber später ein Buch.
Ende Oktober 1943 verübte Verleun gemeinsam mit neun anderen Angehörigen der Gruppe CS-6 einen Überfall auf das Polizeipräsidium in Utrecht. Dabei wurde ein von den Deutschen inhaftierter niederländischer Widerstandskämpfer, Marius Esman, befreit, der als Mitarbeiter des Utrechter Arbeitsamtes Papiere gefälscht und auch einen missglückten Bombenanschlag verübt hatte. Verleun versorgte ihn mit einer Uniform zur Tarnung und brachte ihn mit dem Zug nach Den Haag, wo Esman untertauchte; er überlebte das Kriegsende und starb 2006 im Alter von 86 Jahren. Es war die letzte gemeinsame Aktion der Gruppe, die anschließend durch Verrat aufflog und zerschlagen wurde. 18 CS-6-Mitglieder, darunter Pooters, wurden am 1. Oktober 1943 in den Dünen von Overveen hingerichtet.
Auch Verleun wurde schließlich verraten. Die Verlobte des Mitverschwörers Leo Frijda, eine deutsche Jüdin, war gemeinsam mit diesem verhaftet worden und verriet Verleun aus Angst um ihr eigenes Leben. Am 4. November 1943 wurde er von zehn Männern verhaftet und in das Hauptquartier des SD in der Euterpestraat (heute Gerrit van der Veenstraat) gebracht. Dort wurde er verhört und gefoltert. Obwohl er mit Handschellen an das Bett gefesselt worden war, gelang es ihm, auf Toilettenpapier einen Abschiedsbrief an seine Familie zu schreiben, den ein Wärter aus dem Gefängnis schmuggelte. In dem Brief schrieb er: „Ich hatte gehofft, nach dem Krieg ein oder zwei Sterne am Kragen zu haben, aber nun werde ich so viele Sterne haben wie ich will. [...] Ich gehe nach oben, um vom Herrn aller Dinge zum Ritter geschlagen zu werden und werde meinen eigenen Stern am Himmel haben.“ Die letzte Nacht vor seiner Hinrichtung am 7. Januar verbrachte er in dem Gefängnis Oranjehotel. Tags darauf wurde er im Alter von 24 Jahren hingerichtet und anonym beerdigt. 1946 wurden seine sterblichen Überreste in das Familiengrab auf dem Friedhof Sint Barbara in Amsterdam umgebettet.
Am 24. November 1945 wurde an De Boom eine Gedenktafel für Jan Verleun und Gerard Steen enthüllt. Steen war ebenfalls im Widerstand aktiv und Mitglied dieser Gemeinde. Die Gedenktafel wurde von dem Bildhauer Willem IJzerdraat geschaffen. In Amsterdam-Slotermeer wurde die Johannes Adrianus Joseph Verleunstraat, in Best die Johannes Verleunstraat und in Zwijndrecht die Verleunstraat nach ihm benannt.